# Absolute Deception
Absolute Deception è un film statunitense del 2013 diretto da Brian Trenchard-Smith.

## Trama
Un informatore dell'FBI di nome Miles viene assassinato. L'agente John Nelson si reca a New York per indagare e incontra Rebecca Scott, giornalista e vedova di Miles, che decide di aiutare Nelson a fare luce sui segreti del marito. I due si ritrovano però nel mirino di aggressori sconosciuti.

## Lavorazione
Il film è stato girato a Gold Coast, nello Stato del Queensland, in Australia. Le riprese con gli attori principali sono durate 15 giorni, a cui se ne sono aggiunti altri 4 durante i quali è stata realizzata la scena di inseguimento in auto.